# Zorleni (gmina)
Zorleni – gmina w Rumunii, w okręgu Vaslui. Obejmuje miejscowości Dealu Mare, Popeni, Simila i Zorleni. W 2011 roku liczyła 8595 mieszkańców.